# Сёхей-мару
Сёхей Мару  (яп.  昇平丸) — фрегат в западном стиле, построенный по приказу правительства Сёгуната Токугавы в период Бакумацу в Японии в княжестве Сацума в ответ на экспедицию командора Перри и увеличения количества иностранных военных кораблей в территориальных водах Японии.